# Caffè Gambrinus
Caffè Gambrinus je povijesna, privatna kavana ili kavana u Napulju, Italija, na via Chiaia. Nalazi se u stražnjem dijelu Palazzo della Prefettura, koja se nalazi ispred i sa strane Kraljevske palače u Napulju, a obje su okrenute prema Piazzi del Plebiscito. Ime Gambrinus legendarna je pomalo pripita figura veselja, a njegovo se ime koristi za razne brendove i mnoge ustanove.

## Povijest
Kavanu je 1860. godine osnovao Vincenzo Apuzzo, čiji je san bio da svoj klub učini najvažnijim u novorođenoj Italiji, au tome je i uspio jer je postao službeni dobavljač Real Case. Sljedeći vlasnik, Mario Vacca, počevši od 1889. do 1890., naručio je obnovu i rekonstrukciju uz pomoć arhitekta Antonija Currija i naručio oslikanu dekoraciju od brojnih suvremenih umjetnika uključujući Lucu Postiglionea, Pietra Scoppetta, Vincenza Volpea, Attilia Pratellu, Giuseppea De Sanctisa, Giuseppea Casciara, Gaetano Esposito, Vincenzo Migliaro, Vincenzo Irolli, Eduardo De Filippo i Vincenzo Caprile . Njihova umjetnička djela još uvijek krase elegantne secesijske interijere, koji evociraju duh Belle Époque.
Kafić je također bio poznat kao mjesto okupljanja intelektualaca i umjetnika, uključujući Gabrielea D'Annunzia i Filippa Tommasa Marinettija . Bilo je to mjesto susreta Oscara Wildea, Gabrielea D'Annunzia, Ernesta Hemingwaya i Matilde Serao, princeze Sissi i Jean Paul Sartrea, Guya de Maupassanta, Émilea Zole i Benedetta Crocea.
Smješten u blizini Teatra di San Carlo, koristi se za ugošćavanje glazbenika i direktora orkestara prije njihovih izvedbi u glavnom kazalištu u Napulju. 1. siječnja 2002. talijanski predsjednik Carlo Azeglio Ciampi, kojeg je za grad vezivala posebna empatija platio je svoju prvu kavu u eurima u Gambrinusu u Napulju.

## Vanjske poveznice
|  | Zajednički poslužitelj ima još gradiva o temi Caffè Gambrinus |